# 素帕德立·迪斯功
素帕德立·迪斯功亲王（1923年11月23日—2003年11月6日）， 是泰國藝術史、考古學領域的學者。
他是丹隆·拉差努帕亲王的兒子，也是泰王拉玛四世之孙。曾在羅浮宮學院和倫敦大學學院考古學研究所學習考古學。他曾擔任曼谷國家博物館館長，並於1964年加入泰國藝術大學考古系擔任教授，並於1982年至1986年擔任該校校長。他也曾擔任東南亞教育部長組織（SEAMEO）考古與美術區域中心（SPAFA）主任和暹羅學會會長。